# Нугусе, Яред
Яред Нугусе (англ. Yared Nuguse; род. 1 июня 1999, Луисвилл, Кентукки) — американский легкоатлет, специалист по бегу на средние дистанции. Выступает за сборную США по лёгкой атлетике с 2018 года, чемпион США в беге на 1500 метров, действующий рекордсмен Северной Америки в нескольких дисциплинах, участник чемпионата мира в Будапеште.

## Биография
Яред Нугусе родился 1 июня 1999 года в Луисвилле, штат Кентукки. Имеет эфиопские корни, его родители Алем Нугусе и Мана Берхе родом из региона Тыграй Эфиопии. Отец в 1980-х годах бежал в США как политический беженец, преподавал математику в Арлингтоне — там же познакомился с будущей женой.
Яред является четвёртым ребёнком из шести детей в семье, в детстве мало интересовался спортом, больше времени уделял учёбе, посещал научные учебные мастерские, играл в боулинг. Увлёкся бегом сравнительно поздно уже во время учёбы в старшей школе duPont Manual High School при содействии своего учителя по физическому воспитанию Мика Мотли — тот поразился показанному результату в беге на 1 милю и порекомендовал своего ученика тренеру школьной легкоатлетической команды Тиму Холману. В результате Нугусе оставил боулинг и пришёл в лёгкую атлетику.
Продолжил спортивную карьеру в Университете Нотр-Дам, с 2017 года состоял в местной легкоатлетической команде «Нотр-Дам Файтинг Айриш», с которой успешно выступал на различных студенческих соревнованиях в США, в частности в 2019 году выигрывал чемпионат первого дивизиона Национальной ассоциации студенческого спорта (NCAA) в беге на 1500 метров. Изначально планировал учиться на ортодонта, но в итоге в 2021 году получил степень бакалавра в области биохимии. После этого продолжил обучение в университете для получения степени магистра в области менеджмента.
Впервые заявил о себе на международном уровне в сезоне 2018 года, когда вошёл в состав американской сборной и выступил в дисциплине 1500 метров на юниорском мировом первенстве в Тампере.
Выполнив олимпийский квалификационный норматив и став третьим на национальном олимпийском отборочном турнире в Юджине, в 2021 году удостоился права защищать честь страны на летних Олимпийских играх в Токио, однако из-за травмы квадрицепса не смог выйти на старт.
В сезоне 2023 года Нугусе значительно улучшил свои результаты, установив рекорды Северной Америки в беге на 1500 метров на открытом стадионе и в помещении, в беге на 1 милю на открытом стадионе и в помещении, а также в беге на 3000 метров в помещении. Став чемпионом США на дистанции 1500 метров, принимал участие в чемпионате мира в Будапеште — в финале показал время 3:30.25, расположившись в итоговом протоколе соревнований на пятой строке.